# Artifodina strigulata
Artifodina strigulata är en fjärilsart som beskrevs av Tosio Kumata 1985. Artifodina strigulata ingår i släktet Artifodina och familjen styltmalar.
Artens utbredningsområde är Nepal. Inga underarter finns listade i Catalogue of Life.